# Championnats de France d'athlétisme 1914
 (juillet 2018).
Si vous disposez d'ouvrages ou d'articles de référence ou si vous connaissez des sites web de qualité traitant du thème abordé ici, merci de compléter l'article en donnant les références utiles à sa vérifiabilité et en les liant à la section « Notes et références ».
Navigation
Championnats 1913 Championnats 1917

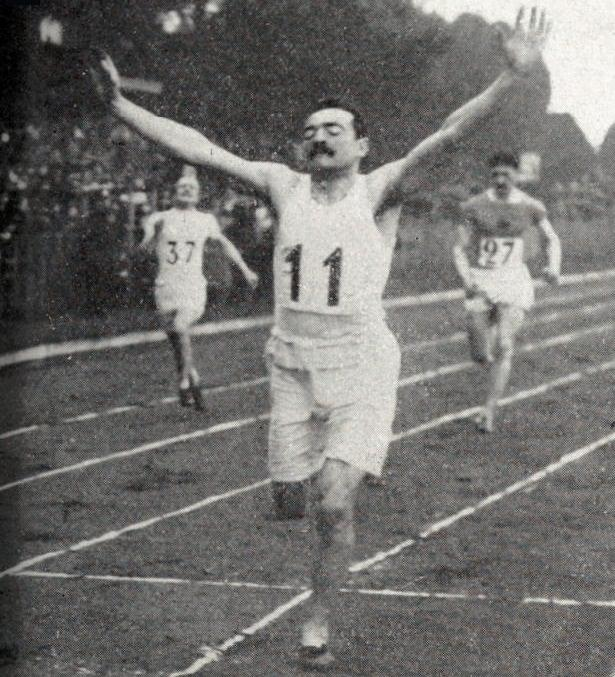
Raoul Parenteau, du Stade bordelais, champion de France des 100 et 200 mètres en 1914.

 Ce sont les derniers championnats exclusivement masculins.
Les Championnats de France d'athlétisme (Elite piste) 1914 ont eu lieu le 21 juin 1914 à Colombes. Le 4000 m steeple s'est disputé le 17 mai 1914 au parc Pommery de Reims . Le championnat de France de cross, remporté par Jacques Keyser, s'est déroulé, quant à lui, à Juvisy le 1er mars 1914.

## Palmarès[1]
| Discipline                 | Athlète          | Performance   |
| -------------------------- | ---------------- | ------------- |
| 100 m                      | Raoul Parenteau  | 11 s 2        |
| 200 m                      | Raoul Parenteau  | 22 s 6        |
| 400 m                      | André Devaux     | 51 s 2        |
| 800 m                      | René Dantigny    | 2 min 0 s 0   |
| 1 500 m                    | Tessier          |               |
| 5 000 m                    | Charles Massot   | 15 min 43 s 8 |
| 110 m haies                | Géo André        | 16 s 4        |
| 400 m haies                | Géo André        | 58 s 0        |
| 4 000 m steeple            | Émile Lucas      | 13 min 57 s 0 |
| Saut en hauteur            | Géo André        | 1,80 m        |
| Saut en hauteur sans élan  | Géo André        | 1,50 m        |
| Saut à la perche           | Fernand Gonder   | 3,45 m        |
| Saut en longueur           | André Campana    | 6,57 m        |
| Saut en longueur sans élan | Armand Estang    | 3,185 m       |
| Lancer du poids            | André Tison      | 12,85 m       |
| Lancer du disque           | André Tison      | 38,81 m       |
| Lancer du javelot          | Fernand Toubhans | 37,30 m       |